# 1891
- рік темного металевого зайця за Шістдесятирічним циклом китайського календаря.

Прекрасна епоха • Промислова революція •  Колоніальні імперії •  Національно-визвольні рухи • Робітничий рух

## Геополітична ситуація
У Росії царює імператор Олександр III (до 1894). Російській імперії належить більша частина України, значна частина Польщі, Бессарабія, Закавказзя, Фінляндія, Бухарське ханство, Хівинське ханство. Україну розділено між двома державами — Королівство Галичини та Володимирії належить Австро-Угорщині, Правобережжя, Лівобережжя та Крим — Російській імперії.
В Османській імперії править султан Абдул-Гамід II (до 1909). Під владою османів перебувають Близький Схід, Середземноморське узбережжя Північної Африки частина Балкан, автономна Болгарія.
В Австро-Угорщині править Франц-Йосиф I (до 1916). Імперія охоплює, крім австрійських та угорських земель, Хорватію, Трансильванію, Богемію. В Німецькій імперії править Вільгельм II (до 1918). Німецька імперія має колонії в Африці та в Тихому океані.
Третя французька республіка має колонії в Алжирі, Карибському басейні, Південній Америці в Індокитаї. Королівство Іспанія формально очолює неповнолітній Альфонс XIII (до 1931). Іспанії належать частина островів Карибського басейну, Філіппіни. У Португалії править Карлуш I (до 1908). Португалія має володіння в Африці, Індії, Індійському океані й Індонезії.
У Великій Британії триває Вікторіанська епоха — править королева Вікторія (до 1901). Британська імперія має колонії в Північній Америці, на Карибах, в Африці та в Індостані. Королівство Нідерланди формально очолює неповнолітня королева Вільгельміна (до 1948). Король Данії та Норвегії — Кристіан IX (до 1906), Оскар II сидить на шведському троні (до 1907), на троні Королівства Італія — Умберто I (до 1900).
Бенджамін Гаррісон обіймає посаду президента США. Територію на півночі північноамериканського континенту займає Канадська конфедерація (домініон Великої Британії), територія на півдні континенту належить Мексиці.
В Ірані при владі Каджари. Владу над Індостаном та Бірмою утримує Британська корона, над В'єтнамом, Лаосом і Камбоджею — Франція. У Сіамі править династія Чакрі. У Китаї володарює Династія Цін. У Японії триває період Мейдзі.

## Події

### В Україні
- Засновано Братство тарасівців (перше українське націоналістичне об'єднання).
- Почався рух за введення у школах Галичини фонетичного (наближеного до народнорозмовної мови) правопису замість давнього етимологічного.
- 19 вересня до Канади прибули перші українські переселенці, що стало початком масової української еміграції до Канади.
- 11 серпня у Києві запущено конку.

### У світі
- 11 травня стався Інцидент в Оцу — замах на російського царевича Миколу під час його візиту в Японію.
- Мірза Гулам Ахмад проголосив себе месією та Магді.
- 15 травня Папа Римський Лев XIII видав енцикліку Rerum Novarum, що стала основою для християнсько-демократичних партій.
- 31 травня почалося спорудження Транссибірської магістралі.

### У суспільному житті
- Рік характеризувало створення у всьому світі профспілок.
- 15 липня у Празі відкрито електричний трамвай.
- Засновано
  - Стенфордський університет у США.
  - Дрексельський університет у США.
  - Компанію з виробництва жувальних гумок Wrigley у США.
  - Компанію Philips у Нідерландах.
  - Парк Скансен у Швеції.
- У Нью-Йорку відкрився Мюзик-хол, перейменований згодом у Карнегі-хол.
- Фірма Victorinox почала виробництво швейцарських армійських ножів.
- Відкрилося для публіки телефонне сполучення між Лондоном та Парижем.
- Локманья Бал Гангадхар Тілак почав агітувати за самоуправління Індії.

### У науці
- Нікола Тесла винайшов трансформатор Тесли.
- Герман Еміль Фішер запропонував проєкцію Фішера в стереохімії.
- Едуар Люка сформулював задачу про подружні пари в комбінаториці.
- Ежен Дюбуа знайшов викопні рештки Homo erectus.
- Компанія Michelin запатентувала змінну велосипедну шину.

### У мистецтві
- Побачив світ роман Томаса Гарді «Тесс із роду д'Ербервіллів».
- Емброуз Бірс надрукував «Випадок на мості через Совиний струмок» У збірці оповідань.
- Сельма Лагерлеф опублікувала «Сагу про Єсту Берлінга».
- Відбулася прем'єра п'єси Генріка Ібсена «Гедда Габлер».

### У спорті
- В Аргентині засновано Прімера Дивізіон, в якому визначається чемпіон країни з футболу.
- В Уругваї британські робітники заснували спортивний клуб, який пізніше став «Пеньяролем».
- Уперше в футбольному матчі пробили пенальті.
- Джеймс Нейсміт винайшов баскетбол.
- Англієць Г. Бріґґз виграв дебютний чемпіонат Франції з тенісу.

## Народились
Дивись також Категорія:Народились 1891
- 8 січня — Вальтер Боте, німецький фізик, один з піонерів ядерної фізики
- 27 січня — Тичина Павло Григорович, український поет-модерніст, державний діяч
- 22 лютого — Чубар Влас Якович, український компартійний і державний діяч
- 14 березня — Бучма Амвросій Максиміліанович, український театральний і кіноактор
- 15 березня — Нестор Григорій Дмитрович, український довгожитель, найстаріша людина 2007 року, прожив 116 років
- 18 березня — Кожевников Олексій Венедиктович, російський радянський письменник
- 2 квітня — Макс Ернст, франко-німецький художник, скульптор, один з основоположників сюрреалізму в сучасному мистецтві
- 22 квітня — Гарольд Джеффріс, англійський геофізик, метеоролог, астроном, математик і статистик
- 23 квітня — Прокоф'єв Сергій Сергійович, російський піаніст, композитор
- 15 травня — Булгаков Михайло Опанасович, російський і український письменник
- 23 травня — Пер Фабіан Лагерквіст, шведський письменник
- 9 червня — Кол Портер, американський композитор
- 7 липня — Курібаясі Тадаміті, генерал-лейтенант Імперської армії Японії, що уславився організацією і проведенням оборони острова Іодзіма під час Другої світової війни.
- 16 вересня — Карл Деніц, німецький грос-адмірал, командувач Кригсмарине під час Другої світової війни, президент Німеччини 30 квітня 1945 — 23 травня 1945
- 8 листопада — Олесь Досвітній, український письменник
- 22 листопада — Едвард Луї Берн́ейз, піонер в галузі суспільних відносин та пропаганди. Його ще називають 'батьком суспільних відносин'.
- 20 грудня (1 січня за ст.ст.) — Євгенія Спаська, український етнолог, мистецтвознавець, музейник.

## Померли
Дивись також Категорія:Померли 1891
- 17 лютого — Феофіл ван Гансен, австрійський архітектор данського походження, відомий своїми неокласичними проєктами у Відні та Афінах.
- 1 червня — Мова Василь Семенович, український письменник, поет, драматург (* 1 січня 1842 р.).
- 18 лютого — Петро Петрович Алексєєв, хімік-органік, професор Київського університету (* 1840 р.).